# 1980 en jeu vidéo
Cet article présente les faits marquants de l'année 1980 concernant le jeu vidéo.

## Événements
- Sortie de l'Intellivision, console de jeu de Mattel.
- Sortie des Game and Watch de Nintendo

## Principales sorties de jeux
- Pac-Man de Namco - Puck Man pour la première édition en arcade au Japon - un labyrinthe avec une grosse boule jaune et des méchants fantômes.
- Rogue, l'instigateur d'un genre qui portera son nom.
- DRAGSTER, SKIING, BOXING de Activision (Atari 2600)
- Sortie de Mystery House, le premier jeu développé et publié par On-Line Systems. Il est généralement considéré comme le premier jeu d'aventure graphique et avec plus de 10 000 exemplaires vendus, son succès contribue largement au développement du studio[1].
- Sortie en février de Computer Bismarck, le premier jeu développé et publié par Strategic Simulations[2]. Pour Bob Proctor, du magazine Computer Gaming World, le jeu est ainsi le premier « wargame sérieux sur micro-ordinateur » et il contribue à légitimer le genre, et plus généralement les jeux sur ordinateurs, en proposant un packaging « professionnel » alors que ses prédécesseurs étaient distribués dans des sacs plastique[3]. Le jeu permet à Strategic Simulations de se faire connaitre et de rapidement s'imposer comme un éditeur sérieux. Le studio reçoit ainsi de nombreuses propositions de la part de programmeurs fans de jeux de guerre qui souhaitent faire publier leurs créations par sa société[3]. En plus de Computer Ambush, développé en interne par Ed Williger[4], le studio publie ainsi quatre autres jeux, développés par des programmeurs indépendant, en 1980 : Computer Quarterback de Dan Bunten, Computer Conflict de Roger Keating, Computer Air Combat de Charles Merrow et Jack Avery et Computer Napoleonics de John Lyon[3]. Dès 1980, la société compte ainsi six wargames dans son catalogue, ce qui lui permet de réaliser un chiffre d’affaires de 317 000 $ dès sa première année d'opération[5].